# Yport
Yport é uma comuna francesa na região administrativa da Normandia, no departamento de Sena Marítimo. Estende-se por uma área de 2,07 km². Em 2010 a comuna tinha 778 habitantes (densidade: 375,8 hab./km²).